# بيركربونات الصوديوم
 بيركربونات صوديوم مركب كيميائي له الصيغة C2H6Na4O12 ، ويكون على شكل بلورات بيضاء .

## الخواص
عديم اللون، بلوري، وقابل للذوبان في الماء هو يستخدم في بعض منتجات التنظيف الصديقة للبيئة وكمصدر من بيروكسيد الهيدروجين اللامائي يتفكك في الحرارة المنخفضة، غير سامة، عديم الرائحة، لا يلوث.

## التحضير
يتم إنتاج فوق كربونات الصوديوم صناعيا عن طريق تفاعل كربونات الصوديوم وفوق أكسيد الهيدروجين، تليها التبلور

## الاستخدامات
يستخدم في منتجات التبييض التي لا تحوي الكلور حيث تتلاشى في الماء، وتعود إلى البيروكسيد التي تتحلل في نهاية المطاف إلى الماء والأكسجين وكربونات الصوديوم وهو من المواد صديقة للبيئة بالمقارنة بالمنظفات الأخرى وهي مادة منظفة ذات فعالية خاصة في معالجة البقع وتنظيف الملابس في المغسلة. مبيض الأكسجين صديق للبيئة وأمن ولذلك يمكن استخدامه في العديد من الوظائف، ما جعله عنصرًا أساسيًا في الكثير من خزانة أدوات التنظيف المنزلية
وقد أصبح فوق بيكربونات الصوديوم بشكل متزايد يحل محل بورات الصوديوم في استخدامات التنظيف ومساحيق التبييض، ومنظفات السجاد وغيرها من منتجات العناية بالمنزل والعناية الشخصية.
كما أن هذا المنتج يستخدم :
- كمطهر وعامل أكسدة
- في معالجة مياه الصرف الصحي الصناعية،
- في التعقيم
- كعامل أكسدة في تربية الأحياء المائية
- كعامل تبييض عجينة الورق في صناعة الورق
- كعامل تبييض وصباغة في صناعة الغزل والنسيج